# Paul Lundin (apotekare)
Paul Edvard Lundin, född 20 september 1878 i Sillhövda socken, död 31 maj 1941 i Lilla Edet, Fuxerna socken, var en svensk apotekare.
Paul Lundin var son till redaktören Paul Johan Lundin. Han avlade mogenhetsexamen i Västervik 1897, farmacie kandidatexamen 1901 och apotekarexamen 1907. Efter apotekstjänst bland annat i Göteborg och Borås förestod han 1916–1921 medikamentsförrådet i Ramsberg, och var därefter anställd vid apotek i Hjo, Karlskrona och Västervik samt innehade från 1931 apoteket i Lilla Edet. Lundin publicerade en rad farmaceutiska uppsatser i fackpressen och skrev om farmakopén i Sverige och i några andra länder. Som botaniker lämnade han flera bidrag till kärlväxternas, främst fibblornas utbredning i Småland med mera, och utgav därutöver bland annat Femtio fotografier av småländska Hieracium-arter